# Verrucaria adelminienii
Verrucaria adelminienii är en lavart som beskrevs av Zschacke. Verrucaria adelminienii ingår i släktet Verrucaria och familjen Verrucariaceae.   Inga underarter finns listade i Catalogue of Life.